# 巴基斯坦陆军第5军
巴基斯坦陆军第5军是巴基斯坦陆军的一个军级单位，成立于1975年，目前被部署在巴基斯坦信德省的卡拉奇，它的军部目前在卡拉奇。

## 历史
1975年，巴基斯坦政府组建了巴基斯坦陆军第5军，巴基斯坦陆军第5军负责防卫信德省、旁遮普省的南部、俾路支省的东部，该军在20世纪80年代末期与90年代初期参与了在信德省的反恐行动。
1999年5月，第5军参与了印巴卡吉尔战争。1999年10月，在巴基斯坦参谋长联席会议主席兼陆军参谋长穆沙拉夫发动政变中，该军参与了罢黜巴基斯坦民选总理纳瓦兹·谢里夫的行动。

## 现有编制
- 陆军第5军
  - 陆军第16步兵师
  - 陆军第18步兵师
  - 陆军第25机械化步兵师